# Zeche Vereinigte Friedrichsfeld
Die Zeche Vereinigte Friedrichsfeld ist ein ehemaliges Steinkohlenbergwerk im Wittener Stadtteil Annen. Die Zeche ist im Jahr 1800 entstanden aus einer Konsolidation der Zechen Friedrichsfeld, Schiffahrt nebst Beilehn und Lisbetha. Das Bergwerk gehörte zum Märkischen Bergamtsbezirk und dort zum Geschworenenrevier Östlich Witten.

## Bergwerksgeschichte Vereinigte Friedrichsfeld
Am 3. August des Jahres 1803 wurden die drei Längenfelder Friedrichsfeld Nr. 1, 2 und 3 verliehen. Das Bergwerk hatte somit ein sehr ausgedehntes Grubenfeld, allerdings konnten die besten Flöze nur im Tiefbau erreicht werden. Zwischenzeitlich war das Bergwerk vermutlich stillgelegt, denn im April des Jahres 1830 wurde das Bergwerk an der Röhrchenstraße wieder in Betrieb genommen. Aus dem Franziska Erbstolln wurde ein Querschlag nach Norden vorgetrieben. Im Jahr 1835 Ausrichtung des Grubenfeldes. Im Jahr 1838 kam es zu keiner Förderung. Im Jahr 1839 wurde der Göpelschacht Crone abgeteuft, der Schacht erreichte eine seigere Teufe von 21 Lachtern. In den Jahren 1840 und 1845 war der Schacht Crone in Förderung. Über den Schacht Crone wurden auch mehrere Jahre die abgebauten Kohlen der Zeche Christiana gefördert. Im Jahr 1850 wurde mittels spezieller Meiler Koks produziert.
Am 6. März 1851 wurden die Geviertfelder Friedrichsfeld 1 bis 6 verliehen. Ende Dezember des Jahres 1852 wurde der Betrieb des Bergwerks eingestellt und am 1. Juni des darauffolgenden Jahres wurde das Bergwerk wieder in Betrieb genommen. Im Jahr 1854 wurde die Koksproduktion eingestellt, es war der letzte Koksmeiler, der im Ruhrgebiet betrieben wurde. Ende Juni desselben Jahres wurde der Betrieb des Bergwerks eingestellt. Ab Januar des Jahres 1855 wurde das Bergwerk wieder in Betrieb genommen, die Lösung erfolgte durch den Franziska Erbstollen. Es wurde ein Flöz mit einer Mächtigkeit von 23 Zoll in Verhieb genommen. Bis zu diesem Zeitpunkt wurde noch kein Übergang zum Tiefbau durchgeführt. Im Jahr 1856 hatte das Bergwerk bereits mehrere Göpelschächte. 1858 war das Bergwerk nachweislich in Betrieb, 1861 erneut außer Betrieb. Im Jahr 1865 war das Bergwerk erneut in Betrieb, danach wurde es nicht mehr in den Akten genannt. Im Jahr 1875 wurde die Zeche Vereinigte Friedrichsfeld durch die Zeche Vereinigte Hamburg erworben.

### Förderung und Belegschaft
Die ersten bekannten Belegschaftszahlen des Bergwerks stammen von 1830, damals waren sechs Bergleute auf dem Bergwerk beschäftigt. Die ersten bekannten Förderzahlen des Bergwerks stammen aus dem Jahr 1837, es wurden 73 ½ preußische Tonnen Steinkohle gefördert. 1840 wurden 1819 ½ preußische Tonnen Steinkohle gefördert und 1845 27.156 Scheffel Steinkohle. Die Belegschaftszahlen schwankten zwischen 16 und 26 Bergleuten. Im Jahr 1850 wurden 48.024 Scheffel Steinkohle gefördert. Die letzten bekannten Förder- und Belegschaftszahlen des Bergwerks stammen von 1855, als mit 14 Bergleuten 9871 ½ preußische Tonnen Steinkohle gefördert wurden.

## Bergwerksgeschichte Friedrichsfeld
Über die Zeche Friedrichsfeld wird nur sehr wenig berichtet, sie war auch unter dem Namen Zeche Friedrichs Feld bekannt. Im Jahr 1779 wurde die Mutung für das Grubenfeld eingelegt. Zwischen den Jahren 1785 und 1790 war die Zeche in Betrieb. Am 17. November des Jahres 1787 wurde die Erbstollengerechtigkeit verliehen. 1800 konsolidierte die Zeche mit zwei weiteren Zechen zur Zeche Vereinigte Friedrichsfeld.